# 奥尔尚
奥尔尚（法語：Orchamps，法語發音：[ɔʁʃɑ̃]）是法国汝拉省的一个市镇，位于该省北部，属于多勒区。

## 地理
奥尔尚（47°8'54"N, 5°39'27"E）面积9.92 平方千米，位于法国勃艮第-弗朗什-孔泰大區汝拉省，该省份为法国东部内陆省份，北起上索恩省，西北接科多尔省，西临索恩-卢瓦尔省，南至安省，东与杜省和瑞士接壤。
与奥尔尚接壤的市镇（或旧市镇、城区）包括：让德雷、拉巴尔、拉布勒特尼耶尔、埃特勒皮涅、拉旺莱多勒、乌尔。

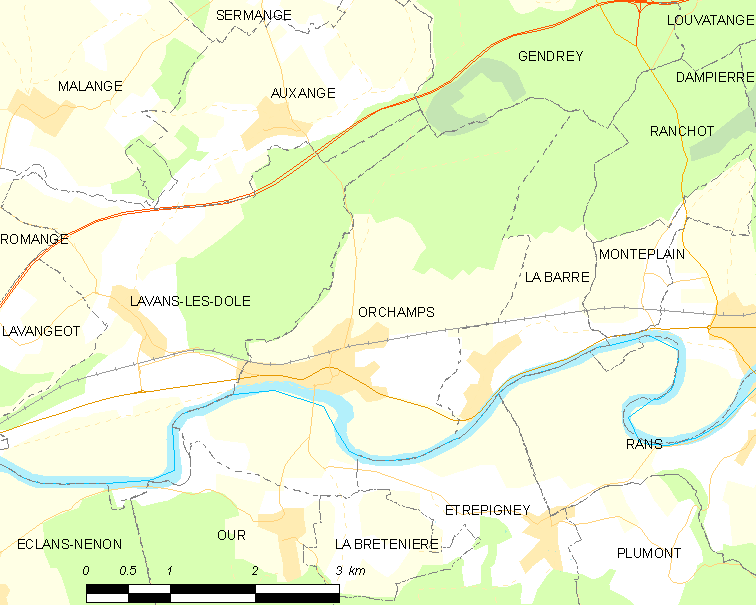
奥尔尚的OSM定位图

奥尔尚的时区为UTC+01:00、UTC+02:00（夏令时）。

## 行政
奥尔尚的邮政编码为39700，INSEE市镇编码为39396。

## 政治
奥尔尚所属的省级选区为蒙苏沃德雷县。

## 人口

1962-2008年间奥尔尚人口变化图示

奥尔尚于2022年1月1日时的人口数量为1048人。